# Міхалув (Люблінське воєводство)
Міхалув (пол. Michałów) — село в Польщі, у гміні Уршулін Володавського повіту Люблінського воєводства.
Населення — 220 осіб (2011).
У 1975-1998 роках село належало до Холмського воєводства.

## Демографія
Демографічна структура станом на 31 березня 2011 року:
|          | Загалом | Допрацездатний вік | Працездатний вік | Постпрацездатний вік |
| -------- | ------- | ------------------ | ---------------- | -------------------- |
| Чоловіки | 107     | 25                 | 71               | 11                   |
| Жінки    | 113     | 25                 | 61               | 27                   |
| Разом    | 220     | 50                 | 132              | 38                   |